# Tanjung Sawit
Tanjung Sawit is een bestuurslaag in het regentschap Kampar van de provincie Riau, Indonesië. Tanjung Sawit telt 3985 inwoners (volkstelling 2010).